# Diga di Belpınar
La diga di Belpınar è una diga della Turchia. Si trova nella provincia di Tokat.